# جورج بارون
جورج بارون (بالإنجليزية: George Barron)‏ (1883 بدارلينغتون في المملكة المتحدة - 1961) هو لاعب كرة قدم بريطاني (وحمل سابقاً جنسية المملكة المتحدة لبريطانيا العظمى وأيرلندا) في مركز جناح ‏. لعب مع شيفيلد وينزداي.